# 梅林建設
梅林建設株式会社（うめばやしけんせつ）は、大分県大分市に本社を置く総合建設会社（ゼネコン）。

## 概要
売上高で大分県第1位のゼネコンである。大分に本社を置くとともに、東京に本部を置き、東京、大阪、広島、福岡、熊本、宮崎、鹿児島に支店を、高松、北九州、長崎、沖縄に営業所を有する。
主要な施工実績には、建築で大分県庁舎、OASISひろば21、大分農業文化公園管理・研修棟、大分県立病院、鹿児島県護国神社、土木で耶馬溪ダム、大分自動車道大分IC、同九重ICなどがある。

## 沿革
- 1902年（明治35年）5月1日 - 創業
- 1940年（昭和15年）10月22日 - 設立
- 1942年（昭和17年） - 梅林土木株式会社に改称
- 1959年（昭和35年） - 梅林建設株式会社に改称
- 2002年（平成14年） - 創業100周年